# Secretaria da Economia do Estado de Goiás
| Secretaria de Economia do Estado de Goiás                                                       | |
| Av. Vereador José Monteiro, nº 2233, Nova Vila, Goiânia, Goiás · https://goias.gov.br/economia/ | |
| Criação                                                                                         | 11 de dezembro de 1931 (93 anos) (Como Diretoria-geral da Fazenda) 6 de dezembro de 1944 (80 anos) (Como Secretaria da Fazenda) 6 de fevereiro de 2019 (6 anos) (Como Secretaria da Economia) |
|                                                                                                 | |
|                                                                                                 | |
| Atual secretário                                                                                | Francisco Sérvulo Freire Nogueira |
| Orçamento                                                                                       | R$ 21.335.000,00 (em 2024) |

A Secretaria da Economia do Estado de Goiás (SEE-GO) é um órgão público administrativo que integra ao Governo do Estado de Goiás, responsável por gerir a Economia de Goiás. Sua fundação data de 11 de dezembro de 1931, durante a gestão Pedro Ludovico Teixeira, quando este extinguiu a Secretaria de Negócios e Finanças, criando a Diretoria Geral da Fazenda, subordinada à Secretaria-geral do Estado. Sua criação definitiva se deu em 6 dezembro de 1944, pelo Decreto-Lei n.º  234/1944.

## Histórico
Durante o período da Primeira República Brasileira, existiu como Secretária de Negócios e Finanças, até a Era Vargas e a posse de Pedro Ludovico Teixeira, Interventor Federal de Goiás. Em 11 de dezembro de 1931, Ludovico extinguiu a SNF-GO e criou a Diretoria Geral da Fazenda, que integrava à Secretaria-geral do Estado de Goiás, chefiada por Mário de Alencastro Caiado.
Não há registro do diretor geral de Fazenda, até 1938, quando assume o ex-deputado estadual e prefeito-interventor de Itaberaí, além de sobrinho de Ludovico Teixeira, José Ludovico de Almeida, que seria também, o primeiro titular da Secretaria Estadual da Fazenda, quando esta foi criada oficialmente em 6 de dezembro de 1944.
Ludovico de Almeida, permaneceu como secretário oficialmente, de 1 de janeiro de 1945 até 8 de novembro daquele mesmo ano, quando foi exonerado pelo interventor e desembargador, Eládio de Amorim, que nomeou José Hermano Sobrinho. Sucessivamente, em 1969, a SEFAZ-GO tornou-se descentralizada, com criações de subdivisões tributárias, nas respectivas regiões de Goiás.
Em fevereiro de 2019, no início do governo Ronaldo Caiado, a Secretaria passou a denominar-se Secretaria de Economia do Estado de Goiás, tendo sido fundida com a Superintendência Executiva de Planejamento, da então Secretaria de Gestão e Planejamento e do Instituto Mauro Borges. Desde então, houve apenas uma troca no comando da pasta, após a reeleição de Caiado em 2022, em abril do ano seguinte, quando Cristiane Alkmin Junqueira Schmidt foi substituída por Selene Peres Nunes, economista e subsecretária do Tesouro Estadual.

## Lista de secretários
| N.º                                                          | Nome                               | Retrato                         | Início do mandato       | Fim do mandato              | Governador de Goiás           | Referências                     |
| ------------------------------------------------------------ | ---------------------------------- | ------------------------------- | ----------------------- | --------------------------- | ----------------------------- | ------------------------------- |
| 1                                                            | José Ludovico de Almeida           |                                 | 1938                    | 8 de novembro de 1945       | Pedro Ludovico Teixeira       | [ 11 ]                          |
| 1                                                            | José Ludovico de Almeida           | Eládio de Amorim                | 1938                    | 8 de novembro de 1945       |                               | [ 11 ]                          |
| 2                                                            | José Hermano Sobrinho              |                                 | 8 de novembro de 1945   | 22 de fevereiro de 1946     | [ 8 ]                         |                                 |
| 3                                                            | Venerando de Freitas Borges        |                                 | 22 de fevereiro de 1946 | 23 de março de 1947         | [ 8 ]                         | Felipe Antônio Xavier de Barros |
| 3                                                            | Venerando de Freitas Borges        | Paulo Fleury da Silva e Souza   | 22 de fevereiro de 1946 | 23 de março de 1947         | [ 8 ]                         |                                 |
| 3                                                            | Venerando de Freitas Borges        | Felipe Antônio Xavier de Barros | 22 de fevereiro de 1946 | 23 de março de 1947         | [ 8 ]                         |                                 |
| 3                                                            | Venerando de Freitas Borges        | Belarmino Cruvinel              | 22 de fevereiro de 1946 | 23 de março de 1947         | [ 8 ]                         |                                 |
| 3                                                            | Venerando de Freitas Borges        | Joaquim Machado de Araújo       | 22 de fevereiro de 1946 | 23 de março de 1947         | [ 8 ]                         |                                 |
| 4                                                            | Benedito Batista de Abreu          |                                 | 23 de março de 1947     | 7 de janeiro de 1948        | [ 8 ]                         | Coimbra Bueno                   |
| 5                                                            | Domingos Juliano                   |                                 | 7 de janeiro de 1948    | 17 de junho de 1948         | [ 8 ]                         | Coimbra Bueno                   |
| 6                                                            | José de Assis Morais               |                                 | 17 de junho de 1948     | 1 de janeiro de 1949        | [ 8 ]                         | Coimbra Bueno                   |
| 7                                                            | Joaquim Gilberto                   |                                 | 1 de janeiro de 1949    | 10 de abril de 1949         | [ 8 ]                         | Coimbra Bueno                   |
| 8                                                            | Randall Espírito Santo Ferreira    |                                 | 10 de abril de 1949     | 5 de fevereiro de 1950      | [ 8 ]                         | Coimbra Bueno                   |
| 9                                                            | César da Cunha Bastos              |                                 | 5 de fevereiro de 1950  |                             | [ 8 ]                         | Coimbra Bueno                   |
| 9                                                            | César da Cunha Bastos              | 10 de julho de 1950             | 5 de fevereiro de 1950  | Hosanah de Campos Guimarães | [ 12 ]                        |                                 |
| 10                                                           | Moacir Pereira Dutra               |                                 | 10 de julho de 1950     | Hosanah de Campos Guimarães | 31 de janeiro de 1951         | [ 8 ]                           |
| 11                                                           | José Ludovico de Almeida           |                                 | 31 de janeiro de 1951   | 17 de junho de 1951         | Pedro Ludovico Teixeira       | [ 8 ]                           |
| 12                                                           | Cleone Rizzo Esselin               |                                 | 17 de junho de 1951     |                             | Pedro Ludovico Teixeira       | [ 8 ]                           |
| 12                                                           | Cleone Rizzo Esselin               | 1 de junho de 1954              | 17 de junho de 1951     | Jonas Duarte                |                               | [ 8 ]                           |
| 13                                                           | Dercílio de Campos Meireles        |                                 | 1 de junho de 1954      | Jonas Duarte                | 31 de janeiro de 1955         | [ 8 ]                           |
| 14                                                           | Peixoto da Silveira                |                                 | 31 de janeiro de 1955   | 22 de abril de 1956         | José Ludovico de Almeida      |                                 |
| 15                                                           | Felipe Santa Cruz Serradourada     |                                 | 22 de abril de 1956     |                             | José Ludovico de Almeida      | [ 8 ]                           |
| 15                                                           | Felipe Santa Cruz Serradourada     | 31 de janeiro de 1961           | 22 de abril de 1956     | José Feliciano Ferreira     |                               | [ 8 ]                           |
| 16                                                           | José Ludovico de Almeida           |                                 | 31 de janeiro de 1961   | 18 de janeiro de 1962       | Mauro Borges Teixeira         | [ 8 ]                           |
| 17                                                           | José Abdala                        |                                 | 18 de janeiro de 1962   | 3 de junho de 1963          | Mauro Borges Teixeira         | [ 8 ]                           |
| 18                                                           | Sebastião Arantes                  |                                 | 3 de junho de 1963      | 25 de novembro de 1964      | Mauro Borges Teixeira         | [ 8 ]                           |
| 19                                                           | Iberê Gilson                       |                                 | 25 de novembro de 1964  | 24 de janeiro de 1965       | Carlos de Meira Mattos        | [ 8 ]                           |
| 20                                                           | Raul Soares da Silveira            |                                 | 24 de janeiro de 1965   | 31 de janeiro de 1966       | Emílio Rodrigues Ribas Júnior | [ 8 ]                           |
| 21                                                           | César Ribeiro de Andrade           |                                 | 31 de janeiro de 1966   | 8 de agosto de 1967         | Otávio Lage de Siqueira       | [ 8 ]                           |
| 22                                                           | Celso Rezende Costa                |                                 | 8 de agosto de 1967     | 4 de janeiro de 1968        | Otávio Lage de Siqueira       | [ 8 ]                           |
| 23                                                           | José Ludovico de Almeida           |                                 | 4 de janeiro de 1968    | 17 de outubro de 1970       | Otávio Lage de Siqueira       | [ 8 ]                           |
| 24                                                           | José Borges                        |                                 | 17 de outubro de 1970   |                             | Otávio Lage de Siqueira       | [ 8 ]                           |
| 24                                                           | José Borges                        | 31 de março de 1971             | 17 de outubro de 1970   | Leonino Caiado              |                               | [ 8 ]                           |
| 25                                                           | Ibsen Henrique de Castro           |                                 | 31 de março de 1971     | Leonino Caiado              | 20 de maio de 1974            | [ 8 ]                           |
| 26                                                           | Vicente Gomes Neto                 |                                 | 20 de maio de 1974      | Leonino Caiado              | 15 de março de 1975           | [ 8 ]                           |
| 27                                                           | Antônio Augusto Azeredo Coutinho   |                                 | 15 de março de 1975     | 6 de junho de 1976          | Irapuan Costa Júnior          | [ 8 ]                           |
| 28                                                           | Índio do Brasil Artiaga Lima       |                                 | 6 de junho de 1976      | 29 de junho de 1976         | Irapuan Costa Júnior          | [ 8 ]                           |
| 29                                                           | Renê Pompeu de Pina                |                                 | 29 de junho de 1976     | 15 de março de 1979         | Irapuan Costa Júnior          | [ 8 ]                           |
| 30                                                           | Ibsen Henrique de Castro           |                                 | 15 de março de 1979     | 17 de março de 1982         | Ary Ribeiro Valadão           | [ 8 ]                           |
| 31                                                           | David Barbosa Ribeiro              |                                 | 17 de março de 1982     | 15 de março de 1983         | Ary Ribeiro Valadão           | [ 8 ]                           |
| 32                                                           | Osmar Xerxis Cabral                |                                 | 15 de março de 1983     | 28 de janeiro de 1986       | Iris Rezende                  | [ 8 ]                           |
| 33                                                           | Eurípedes Ferreira dos Santos      |                                 | 28 de janeiro de 1986   |                             | Iris Rezende                  | [ 8 ]                           |
| 33                                                           | Eurípedes Ferreira dos Santos      | 15 de março de 1987             | 28 de janeiro de 1986   | Onofre Quinan               |                               | [ 8 ]                           |
| 34                                                           | Nilson Teixeira                    |                                 | 15 de março de 1987     | 17 de setembro de 1989      | Henrique Santillo             | [ 8 ]                           |
| 35                                                           | Mário Pires Nogueira               |                                 | 17 de setembro de 1989  | 15 de março de 1991         | Henrique Santillo             | [ 8 ]                           |
| 36                                                           | Haley Margon Vaz                   |                                 | 15 de março de 1991     | 13 de janeiro de 1993       | Iris Rezende                  | [ 8 ]                           |
| 37                                                           | Valdivino José de Oliveira         |                                 | 13 de janeiro de 1993   |                             | Iris Rezende                  | [ 8 ]                           |
| 37                                                           | Valdivino José de Oliveira         | 1 de janeiro de 1995            | 13 de janeiro de 1993   | Agenor Rodrigues de Rezende |                               | [ 8 ]                           |
| 38                                                           | Romilton Rodrigues de Moraes       |                                 | 1 de janeiro de 1995    | 22 de dezembro de 1997      | Maguito Vilela                | [ 8 ]                           |
| 39                                                           | Donaldo Rodrigues de Lima          |                                 | 22 de dezembro de 1997  |                             | Maguito Vilela                | [ 8 ]                           |
| 39                                                           | Donaldo Rodrigues de Lima          | 24 de novembro de 1998          | 22 de dezembro de 1997  | Naphtali Alves de Souza     |                               | [ 8 ]                           |
| 40                                                           | Valdivino José de Oliveira         |                                 | 24 de novembro de 1998  | Naphtali Alves de Souza     | 1 de janeiro de 1999          | [ 8 ]                           |
| 41                                                           | Jalles Fontoura                    |                                 | 1 de janeiro de 1999    | 31 de dezembro de 2001      | Marconi Perillo               | [ 8 ]                           |
| 42                                                           | Wanderley Pimenta Borges           |                                 | 1 de janeiro de 2002    | 1 de janeiro de 2003        | Marconi Perillo               | [ 8 ]                           |
| 43                                                           | Giuseppe Vecci                     |                                 | 1 de janeiro de 2003    | 30 de outubro de 2004       | Marconi Perillo               | [ 15 ]                          |
| 43                                                           | José Paulo Loureiro                |                                 | 30 de outubro de 2004   | 1 de janeiro de 2006        | Marconi Perillo               | [ 16 ]                          |
| 44                                                           | José Carlos Siqueira               |                                 | 1 de janeiro de 2006    | 2 de abril de 2006          | Marconi Perillo               | [ 17 ]                          |
| 45                                                           | Oton Nascimento Júnior             |                                 | 2 de abril de 2006      |                             | Marconi Perillo               | [ 8 ] [ 18 ]                    |
| 45                                                           | Oton Nascimento Júnior             | 23 de abril de 2007             | 2 de abril de 2006      | Alcides Rodrigues           |                               | [ 8 ] [ 18 ]                    |
| 46                                                           | Jorcelino José Braga               |                                 | 23 de abril de 2007     | Alcides Rodrigues           | 5 de abril de 2010            | [ 8 ] [ 18 ]                    |
| 47                                                           | Célio Campos de Freitas Júnior     |                                 | 5 de abril de 2010      | Alcides Rodrigues           | 1 de janeiro de 2011          | [ 8 ] [ 18 ]                    |
| 48                                                           | Simão Cirineu Dias                 |                                 | 1 de janeiro de 2011    | 20 de setembro de 2013      | Marconi Perillo               | [ 8 ] [ 18 ]                    |
| 49                                                           | José Taveira Rocha                 |                                 | 20 de setembro de 2013  | 1 de janeiro de 2015        | Marconi Perillo               | [ 8 ] [ 18 ]                    |
| 50                                                           | Ana Carla Abrão Costa              |                                 | 1 de janeiro de 2015    | 5 de janeiro de 2017        | Marconi Perillo               | [ 8 ] [ 18 ]                    |
| 51                                                           | José Fernando Navarrete Pena       |                                 | 5 de janeiro de 2017    | 14 de junho de 2017         | Marconi Perillo               | [ 8 ] [ 18 ]                    |
| 52                                                           | João Furtado de Mendonça Neto      |                                 | 14 de junho de 2017     | 8 de abril de 2018          | Marconi Perillo               | [ 18 ]                          |
| 53                                                           | Manoel Xavier Ferreira Filho       |                                 | 8 de abril de 2018      | 1 de janeiro de 2019        | José Eliton                   | [ 4 ]                           |
| Secretários de Estado da Economia de Goiás (2019-atualidade) |                                    |                                 |                         |                             |                               |                                 |
| 53                                                           | Cristiane Alkmin Junqueira Schmidt |                                 | 1 de janeiro de 2019    | 14 de abril de 2023         | Ronaldo Caiado                | [ 20 ]                          |
| 55                                                           | Selene Peres Nunes                 |                                 | 14 de abril de 2023     | 21 de maio de 2024          | Ronaldo Caiado                | [ 21 ]                          |
| 56                                                           | Francisco Sérvulo Freire Nogueira  |                                 | 21 de maio de 2024      | presente                    | Ronaldo Caiado                |                                 |